# Charles de Steuben
Pour les articles homonymes, voir Steuben.
Charles Auguste, baron de Steuben, né le 18 avril 1788 à Bauerbach en Thuringe, et mort le 21 novembre 1856 à Paris, est un peintre français.

## Biographie
Fils d'un officier de l'armée russe, Charles de Steuben commence son éducation artistique à Saint-Pétersbourg. Élève de François Gérard, de Robert Lefèvre et de Pierre-Paul Prud'hon, il expose régulièrement aux Salons entre 1812, à la fin du règne de Napoléon Ier, et 1843, sous la monarchie de Juillet. Il fut le collaborateur du baron Gérard pendant de nombreuses années.
Il est naturalisé français en 1823.
Spécialiste des sujets historiques tels que l’Épisode de la vie de Pierre le Grand (Salon de 1812, Amiens, musée de Picardie), il peint, pour le musée de l'Histoire de France créé à Versailles par Louis-Philippe Ier, une importante série de portraits de rois et de reines de France (son portrait du roi Louis IV d'Outremer est interprété en gravure par Jacques Étienne Pannier pour les Galeries historiques de Versailles de Charles Gavard), ainsi que la Bataille de Poitiers (1837) et la Bataille d'Ivry.
Il retourne en Russie à la fin de sa carrière pour peindre des épisodes de la vie du Christ, et meurt à Paris en 1856. Il est enterré au cimetière du Père-Lachaise (51e division).

## Élèves
- Thérèse-Mirza Allix (1816-1882)
- Louis Marie Charles de Bodin (1813-1891)
- Gustave Courbet (1819-1877)
- Alphonse Louis Dulong (1811-1890)
- Amanda Fougère
- Sophie Gengembre Anderson (1823-1903)
- Eudoxe Marcille (1814-1890)
- Alexandrine Martin (1816-1886)
- Irma Martin (1814-1876)
- Jacques Édouard Quecq (1796-1873)
- Anna Rimbaut-Borrel (1817-1842)[3]
- Charles Edme Saint Marcel (1819-1890)
- Alexandre Joseph de Steuben (1814-1862), son fils
- Éleonore Anne Trollé (1788-1869), que Charles de Steuben épouse en 1820[4]

## Œuvre
- La Esméralda, 1839, huile sur toile, 195 × 145 cm, Musée d'Arts de Nantes[5]

Œuvres de Charles de Steuben
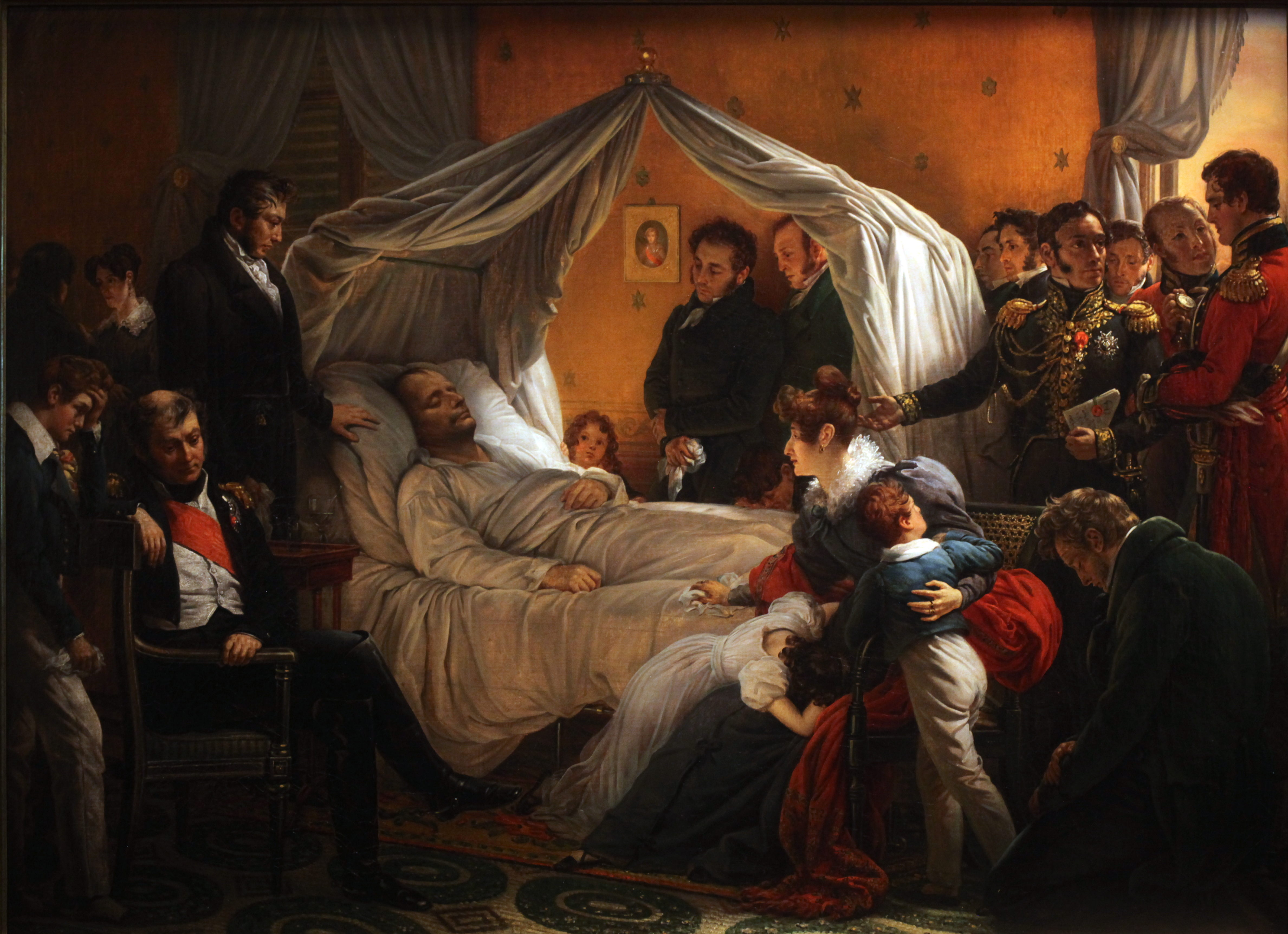
Mort de Napoléon (1829), Arenenberg, Napoleonmuseum.
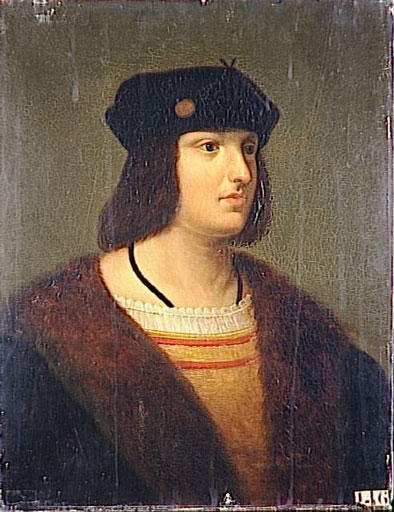
Louis d'Armagnac, duc de Nemours (1472-1503), Versailles, musée de l'Histoire de France.
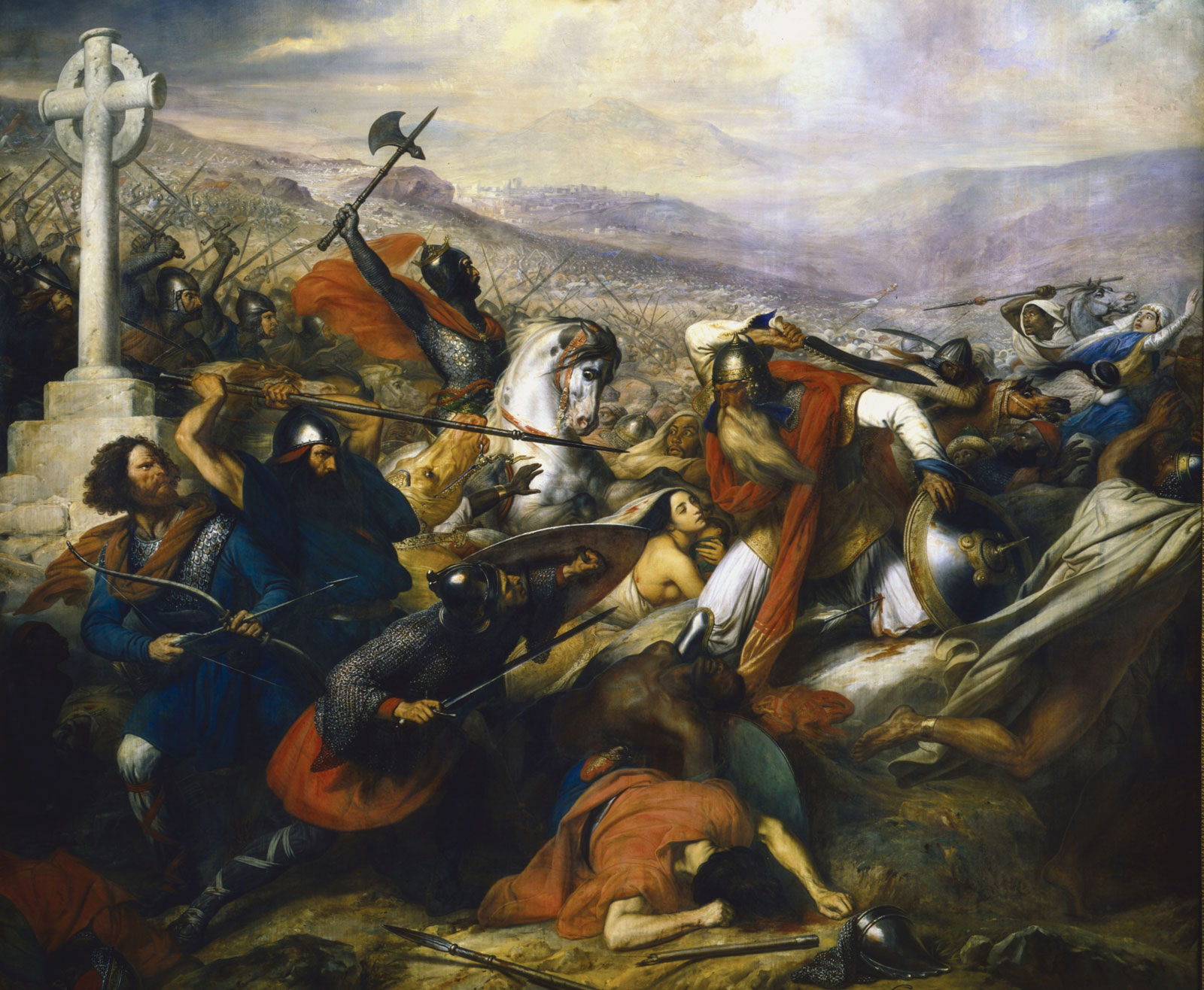
Bataille de Poitiers, Château de Versailles (1837), Versailles, musée de l'Histoire de France.
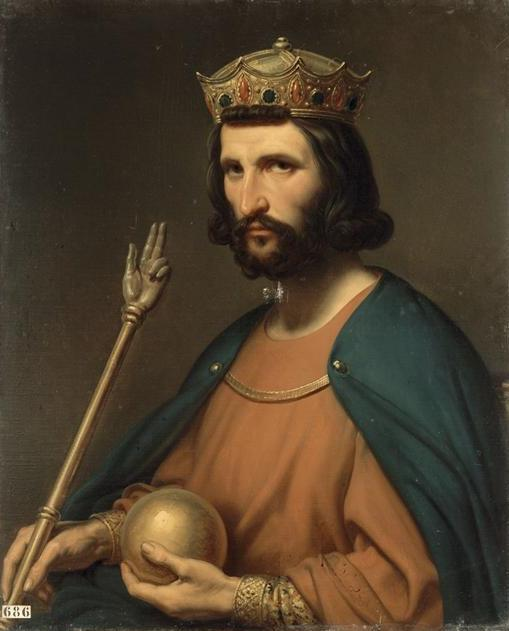
Hugues Capet (1837), Versailles, musée de l'Histoire de France.